# Onychostoma
Onychostoma es un género de peces de la familia Cyprinidae y de la orden de los Cypriniformes. Se encuentra en el Asia Oriental.

## Especies
- Onychostoma alticorpus (Ōshima, 1920)
- Onychostoma angustistomata (P. W. Fang, 1940)
- Onychostoma barbatulum (Pellegrin, 1908)
- Onychostoma barbatum (S. Y. Lin, 1931)
- Onychostoma breve (H. W. Wu & Chen, 1977)
- Onychostoma daduense R. H. Ding, 1994
- Onychostoma elongatum (Pellegrin & Chevey, 1934)
- Onychostoma fangi Kottelat, 2000
- Onychostoma fusiforme Kottelat, 1998
- Onychostoma gerlachi (W. K. H. Peters, 1881)
- Onychostoma laticeps Günther, 1896
- Onychostoma leptura (Boulenger, 1900)
- Onychostoma lini (H. W. Wu, 1939)
- Onychostoma macrolepis (Bleeker, 1871)
- Onychostoma meridionale Kottelat, 1998
- Onychostoma minnanensis Jang-Liaw & I. S. Chen, 2013
- Onychostoma ovale Pellegrin & Chevey, 1936
- Onychostoma rarum (S. Y. Lin, 1933)
- Onychostoma simum (Sauvage & Dabry de Thiersant, 1874)
- Onychostoma uniforme (Đ. Y. Mai, 1978)
- Onychostoma virgulatum Q. Xin, E. Zhang & W. X. Cao, 2009

- Datos: Q1651399
- Multimedia: Onychostoma / Q1651399
- Especies: Onychostoma